# Lagărul de concentrare Dachau
Dachau a fost primul lagăr de concentrare nazist (în germană Konzentrationslager (KZ)) înființat în Germania, pe terenul unei foste fabrici de muniții,  lângă orașul Dachau, la aproximativ 16 km nord-vest de München, în landul Bavaria. Lagărul de concentrare și-a început activitatea la 22 martie 1933, la ordinele lui Heinrich Himmler, comandantul suprem al SS-ului (în germană Reichsführer-SS).
După ce a fost numit inspector al tuturor lagărelor de concentrare, comandantul lagărului, Theodor Eicke s-a servit de lagărul Dachau ca model pentru toate lagărele construite ulterior, cât și ca școală pentru ofițerii SS din efectivele de pază din sistemul concentraționar nazist german.

## Istoric

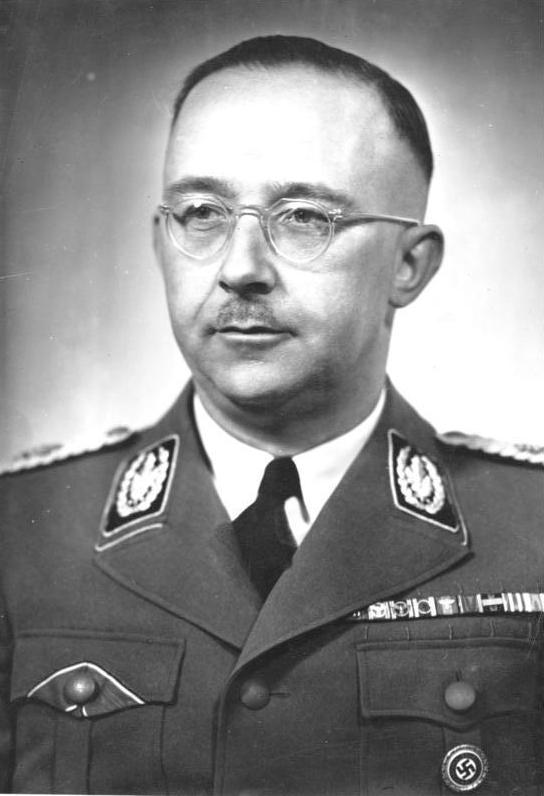
SS-Reichsführer Heinrich Himmler.

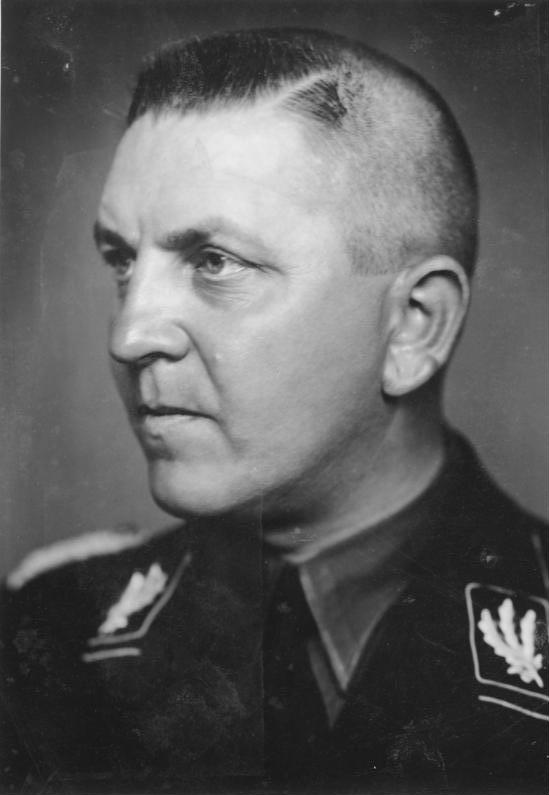
SS-Obergruppenführer Theodor Eicke.

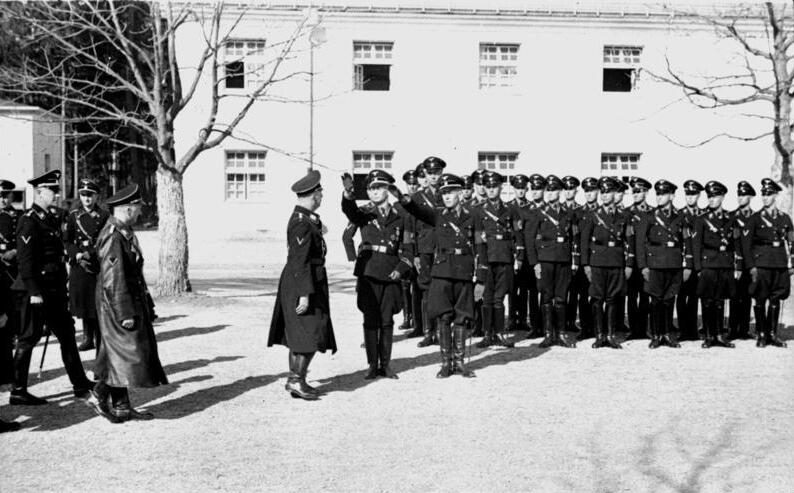
KZ Dachau: Himmler trece în revistă gardienii din SS-Junkern (martie 1938)

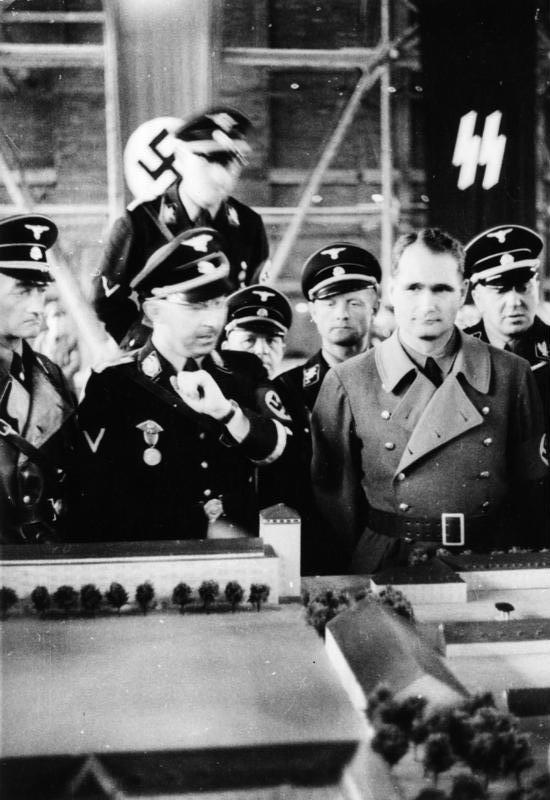
Heinrich Himmler și Rudolf Hess în inspecție în lagărul Dachau (1935)

Încă din noaptea de după Incendierea Reichstagului, care a avut loc în seara zilei de 27 februarie 1933, regimul național-socialist a trecut la arestarea oponenților politici, inclusiv membri ai Reichstagului, sindicaliști etc. Aceștia au fost ținuți în arest de diverse grupări (SA, SS, Ministerul de Interne). Lagărul de la Dachau a fost înființat de Heinrich Himmler pe 13 martie 1933, în calitate de comandant interimar al poliției orașului München, funcție pe care o deținea de o săptămână. Deja pe 22 martie 1933 un grup de 150 de deținuți politici aflați în arestul închisorilor din Landsberg am Lech și Stadelheim⁠(en)[traduceți] au fost mutați în arealul fostei fabrici de muniție de la Dachau, care avea să devină prototipul lagărelor de concentrare naziste. Himmler, comandantul interimar al poliției din München, a descris oficial lagărul ca fiind „primul lagăr de concentrare pentru deținuți politici.”A
Organizarea sa de bază și planul clădirilor au fost concepute de comandantul Theodor Eicke și aplicate în toate lagărele ulterioare. Avea un lagăr securizat separat, lângă centrul de comandă, în care se aflau spațiile de cazare pentru personal, administrația și facilitățile militare. Eicke însuși a devenit inspector șef al tuturor lagărelor de concentrare, responsabil pentru adaptarea organizatorică a lor după modelul pe care-l reprezenta primul lagăr, cel de la Dachau..
În clasificarea lagărelor de concentrare naziste, Dachau, ca și celelalte lagăre aflate pe teritoriul german, figurează în nomenclatura nazistă ca „lagăr de concentrare” și nu ca „lagăr de exterminare” (în germană Vernichtungslager), deși atât în lagărul principal de lângă Dachau, cât și în lagărele auxiliare externe, mortalitatea extrem de mare și metodele folosite pentru a ajunge la acest rezultat au fost asemănătoare lagărelor de exterminare.
La Dachau au fost internați peste 200.000 de deținuți din peste 30 de țări, dintre care aproape o treime erau evrei. Se estimează că 25.613 de deținuți au murit în lagăr și alți aproape 10.000 în sublagărele acestuia, în primul rând din cauza malnutriției, a îmbolnăvirilor și a sinuciderilor. La începutul lui 1945 a izbucnit în lagăr o epidemie de tifos cu o mortalitate a deținuților foarte ridicată.
Împreună cu lagărul Auschwitz-Birkenau (Auschwitz II), Dachau a devenit simbolul lagărelor de concentrare naziste. Dachau ocupă un loc important în memoria publică, deoarece a fost al doilea dintre lagărele eliberate de armata britanică și cea americană. A fost totodată unul din primele locuri de unde opinia publică mondiala a putut vedea, în reportaje și filme documentare, realitatea brutalității naziste.

### Administrație, condiții

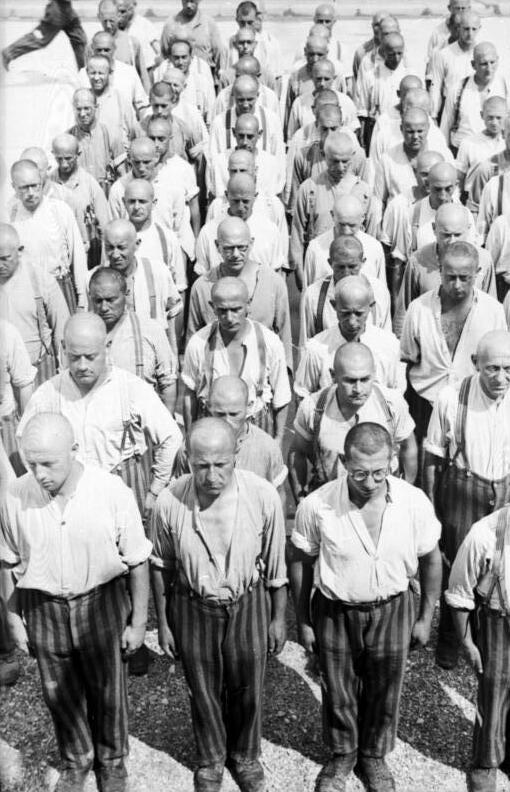
KZ Dachau - Deținuții la apel (28 iunie 1938). Fotografie de Friedrich Franz Bauer

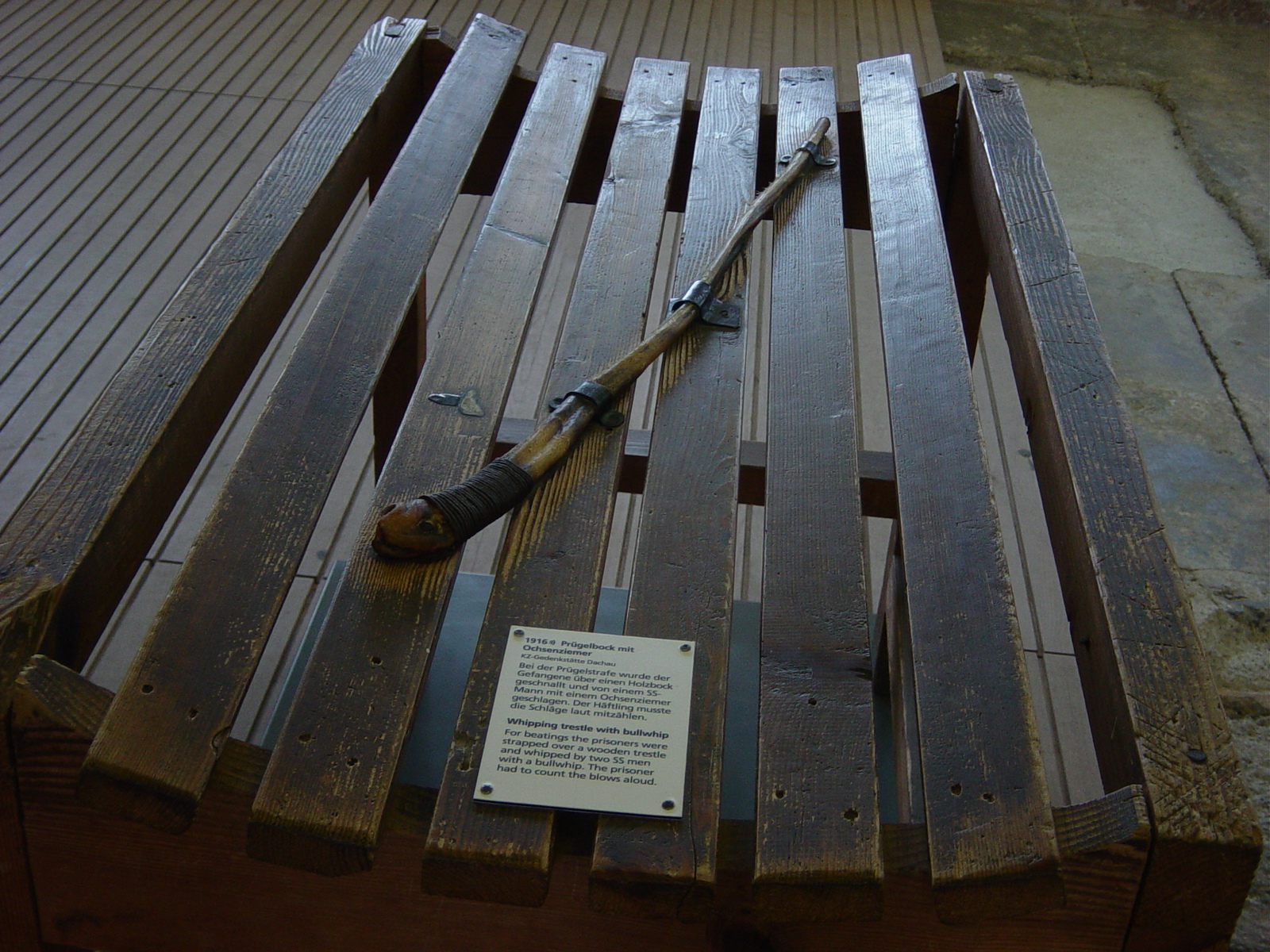
Dachau: „Calul de pedeapsă”

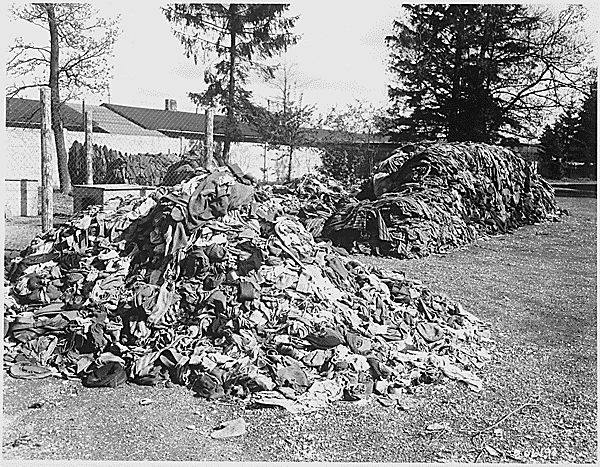
Grămezi de haine la Dachau. Prizonierii erau obligați să se dezbrace înainte de a fi împușcați.

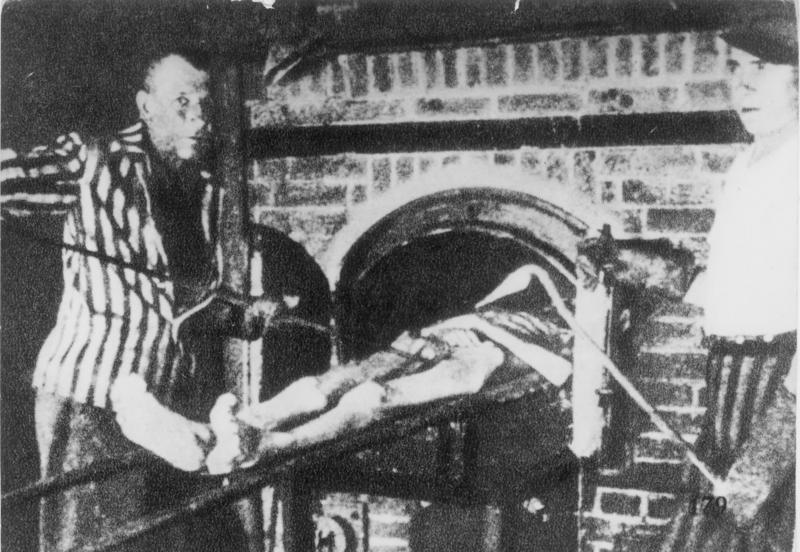
Unul din cuptoarele crematoriului din lagărul de concentrare Dachau,^{Bundesarchiv: Bild 183-H26996}

Lagărele de concentrare naziste s-au aflat în custodia absolută a SS-ului, subordonate exclusiv  comandamentului SS și lui Adolf Hitler personal, în afara oricărui control perlamentar, juridic, polițienesc, sau al armatei, deși se bucurau de colaborarea deplină a tuturor instituțiilor statale germane (vezi Conferința de la Wannsee).
Primii deținuți ai lagărului au fost diverși opozanți ai regimului, reali și prezumtivi: comuniști, social-democrați, membri ai unor organizații muncitorești, precum și membri ai partidelor conservatoare și liberale. Chiar și deținuții evrei au fost încarcerați inițial numai din cauza orientării politice. Ulterior numărul deținuților a sporit cu alte categorii: membri ai clerului romano-catolic și călugări catolici, alți creștini, martorii lui Iehova, francmasoni, homosexuali, romi și sinti.
Călugărul carmelit Titus Brandsma, profesor de filosofie și rector al Universității Nijmegen, decedat în lagărul de concentrare Dachau, a fost canonizat de papa Francisc în anul 2022.
După Noaptea de cristal circa 10.000 de evrei au fost internați în lagărul Dachau. Din 1938, la Dachau au fost duse tot mai multe victime ale agresiunii național-socialiste: cetățeni austrieci, cehi (urmare a anexării Austriei și Cehiei), apoi, după izbucnirea celui de al doilea răzoi mondial, polonezi, norvegieni, olandezi, francezi etc. În scurt timp, deținuții germani au devenit minoritari în lagărul Dachau, numărul cel mai mare de captivi fiind al celor aduși din Polonia și Uniunea Sovietică. Numărul internaților la Dachau a ajuns să fie de peste 200.000 de persoane, provenite din peste treizeci de țări.
Lagărul Dachau a fost scena unor omoruri în masă: din octombrie 1941, mii de prizonieri sovietici au fost duși în lagăr și împușcați. Pe lângă aceștia, numeroși alți prizonieri, condamnați la moarte de Gestapo, au fost duși la Dachau doar pentru a fi executați. Mulți prizonieri de război au murit din cauza experimentelor la care i-au supus medici ai SS-ului: la presiune atmosferică, la degerături în condiții de frig extrem, experimente cu malarie și multe altele. În afară de cele 30.000 de victime înregistrate oficial în Dachau, și-au pierdut viața numeroși alți prizonieri prin inaniție, molime, extenuare, maltratări și umilințe de tot felul.
Înainte de izbucnirea războiului, deținuții erau folosiți atât la munci în interiorul lagărului, cât și la lucrările din construcțiile de drumuri și la cele pentru secarea mlaștinilor din apropierea orașului. În timpul războiului, deținuții au fost folosiți, în număr tot mai mare, în munca forțată din industria armelor și muniției. În 1942 a fost inițiată o rețea vastă de lagăre și comandamente auxiliare situate în provincie, în care peste 30.000 de deținuți înregistrați la Dachau trudeau exclusiv în industria armelor și munițiilor.
Odată cu intensificarea atacurilor întreprinse de aviația militară anglo-americană asupra Germaniei, autoritățile naziste au mutat în subteran fabricile de armament și muniție și avioane, împreună cu instalațiile pentru cazarea celor constrânși la munca forțată.
Lagărele externe care depindeau de Dachau au fost construite în apropierea orașelor Kaufering și Mühldorf. Prizonierii care munceau în galeriile și sălile subterane erau ținuți în condiții de trai și muncă mizere, extenuante, mai ales în lagărul de la Mühldorf, unde lucrau peste 30.000 de prizonieri, în majoritate evrei din Ungaria, Polonia și Lituania.

### Blocul preoților
Începând cu decembrie 1940 au fost ținuți în arest în lagărul de concentrare 2.720 de clerici creștini, din care 2.579 (94,88%) catolici. Din aceștia circa 1.000 au murit în lagărul de concentrare (692 au fost consemnați ca decedați, iar 396 mutați ca „inapți de muncă”, adică duși să moară în altă parte).
Din preoții decedați la Dachau unul a fost canonizat (Titus Brandsma), iar mai mulți au fost beatificați (Alojs Andritzki, Engelmar Unzeitig, Georg Häfner etc.). August Froehlich este comemorat ca martir al credinței.
Între supraviețuitori s-a numărat pastorul protestant Martin Niemöller. Acesta nu fusese ținut în arest în blocul preoților, ci ca „deținut special” într-un bloc separat, cu condiții de arest ceva mai bune.

### Poligonul de tragere din Hebertshausen
În poligonul de tragere din Hebertshausen, situat la circa 1,5 km de lagărul de concentrare, au fost împușcați între 1941-1942 circa 4.000 de prizonieri de război sovietici, între care peste 1.000 de ofițeri. Băile de sânge comise aici au avut ca scop pe de o parte eliminarea adversarilor, pe de altă parte instruirea în cruzime a personalului SS. Execuțiile în masă erau realizate prin împușcarea deținuților în cap, ceea ce ducea practic la explozia cutiilor lor craniene. Cadavrele celor împușcați au fost arse în crematoriile din lagărul de concentrare.

### Sfârșitul

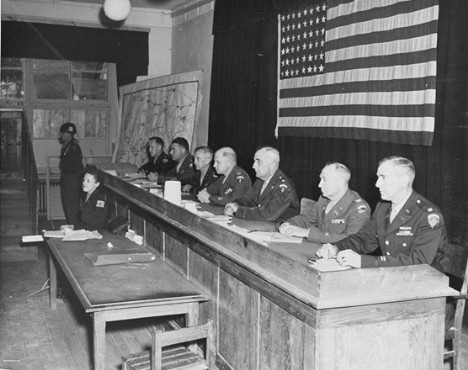
Procesul de la Dachau (15 noiembrie 1945 - 13 decembrie 1945) - judecătorii tribunalului militar american

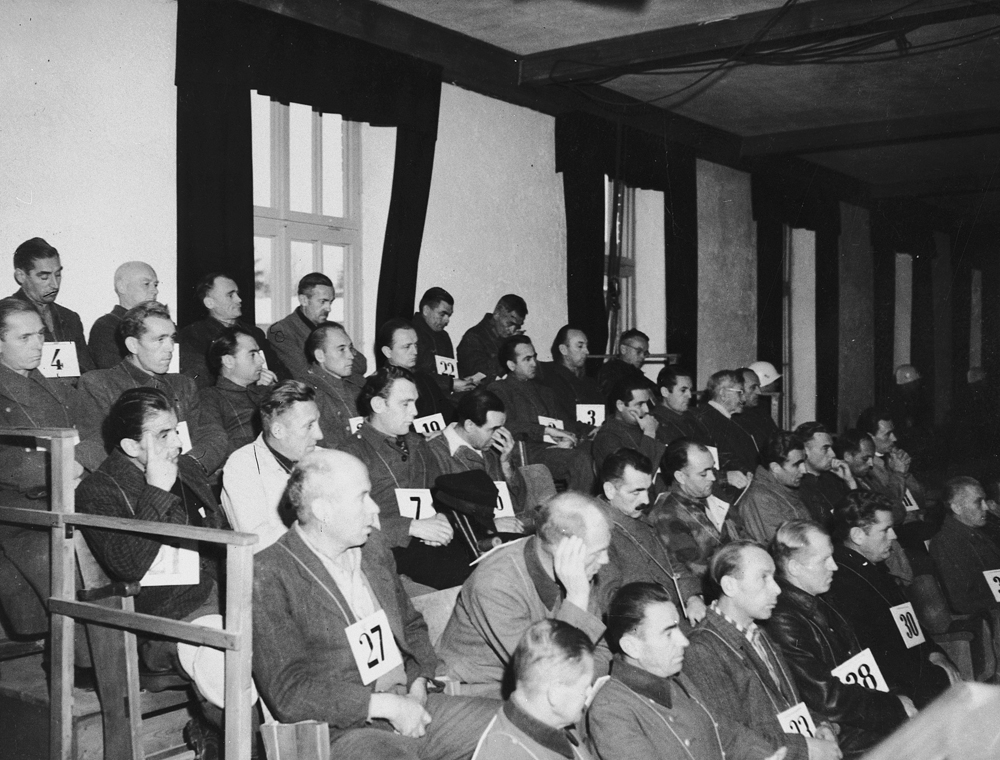
Procesul de la Dachau (15 noiembrie 1945 - 13 decembrie 1945) - banca acuzaților.

Odată cu înaintarea Forțelor Aliate, tot mai multe lagăre naziste au fost evacuate, iar prizonierii transportați în alte lagăre. Din cauza condițiilor brutale în care au avut loc marșurile de evacuare și a acțiunilor criminale săvârșite de gardienii naziști supraveghetori, mii de deținuți și-au pierdut viața pe drum - de foame, boli, extenuare, maltratare sau pur și simplu împușcați spontan de gardieni.
Numărul deținuților din Dachau a sporit de patru ori din decembrie 1944, ceea ce a dus la supraaglomerarea barăcilor și izbucnirea unei epidemii de tifos căreia i-au căzut victime mii de oameni. La începutul lui aprilie 1944 conducerea SS a lagărului a început evacuarea unor lagăre auxiliare situate lângă Dachau. În timpul acțiunii de evacuare, un număr mare de deținuți și-au pierdut viața, atât din cauza condițiilor mizerabile de transport, cât și a atacurilor aeriene întreprinse de aviația americană asupra coloanelor de tren, presupuse, eronat, a fi fost garnituri care transportau soldați și materiale de război.
La 27 aprilie 1945 7.000 de deținuți de la Dachau au fost trimiși câteva zeci de kilometri mai la sud. O zi mai târziu marea majoritate a ofițerilor SS a părăsit lagărul, iar a doua zi cei 67.000 de prizonieri rămași au fost eliberați de o unitate a armatei americane. Unii dintre gardienii de rang inferior, rămași la fața locului au fost executați sumar de trupele americane.

## Muzeul memorial Dachau
Deschis provizoriu în 1960 pe locul unde s-au aflat barăcile și alte clădiri ale lagărului, Muzeul memorial Dachau a fost inaugurat oficial la 9 mai 1965 ca rezultat al eforturilor depuse de Comitetul Internațional pentru Dachau (în franceză Comitè International de Dachau) și sponsorizat de guvernul statului Bavaria. Consultant a fost deținutul nr. 113087, arhitectul René van der AuweraB.
Cancelara Angela Merkel a vizitat Memorialul Dachau pe 19 august 2013, când a declarat: „...Mă simt plină de tristețe și de rușine...”. A fost pentru prima oară când un cancelar german a vizitat acest lagăr.

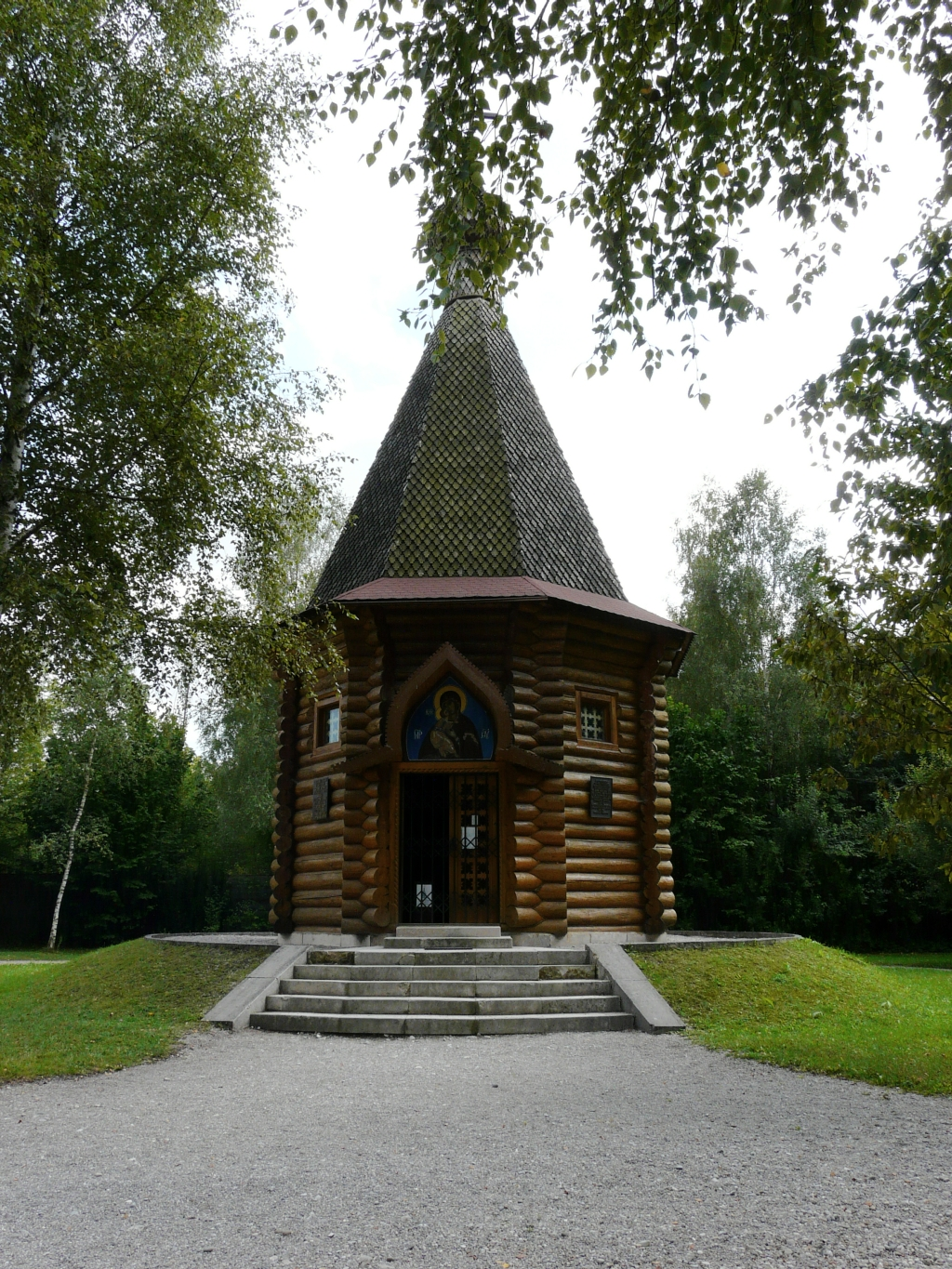
Capela ruso-ortodoxă
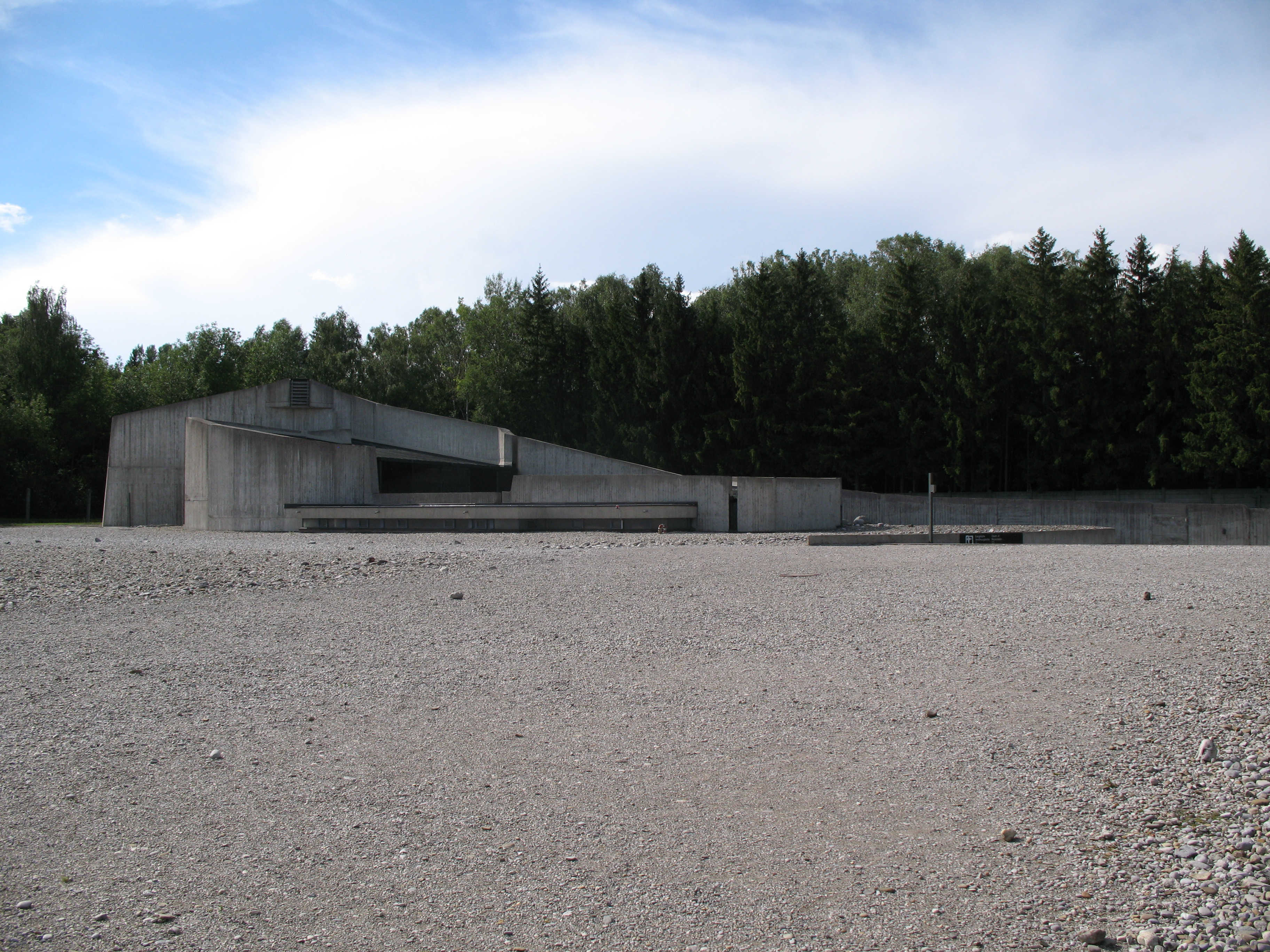
Biserica protestantă
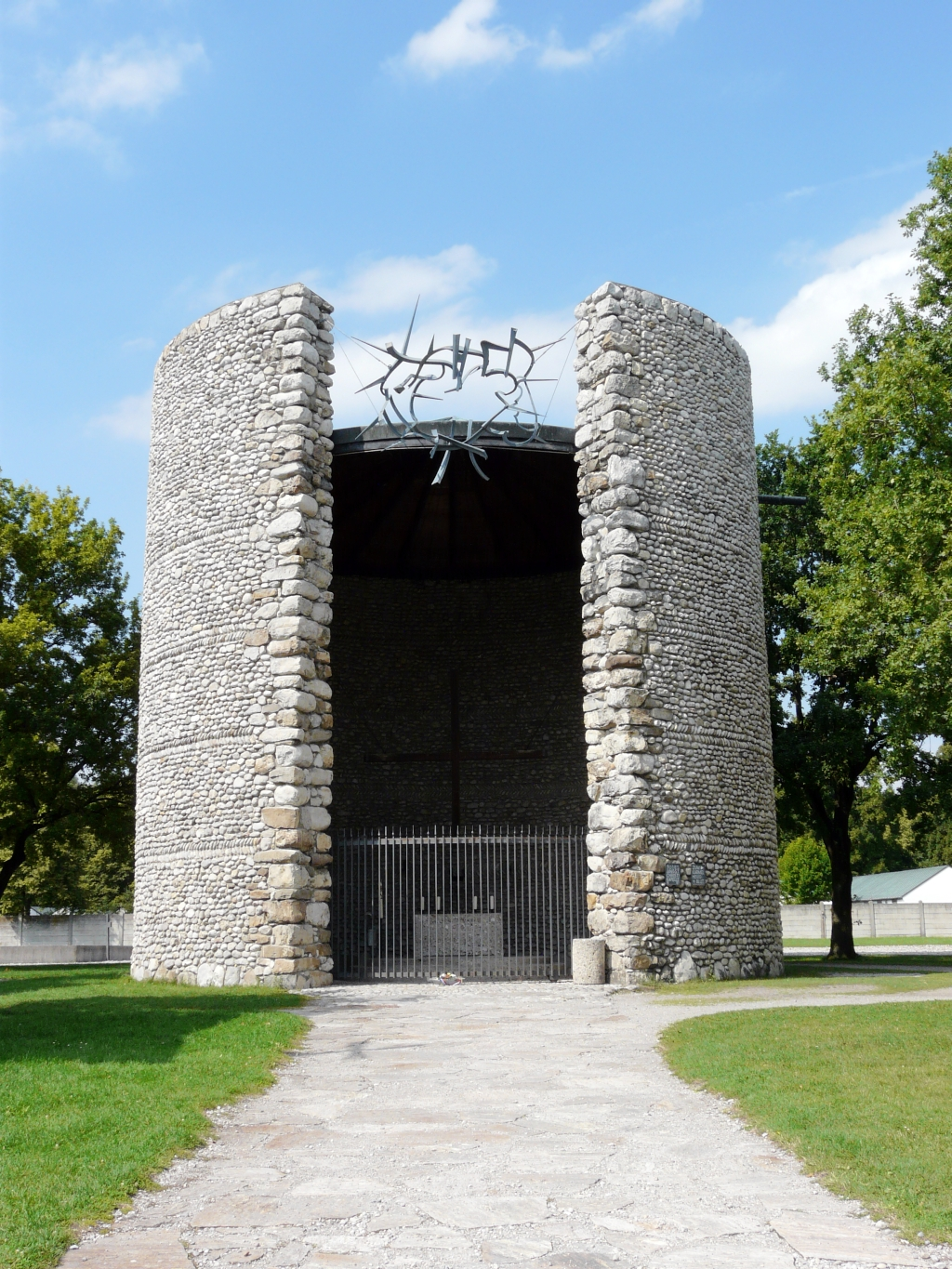
Capela catolică
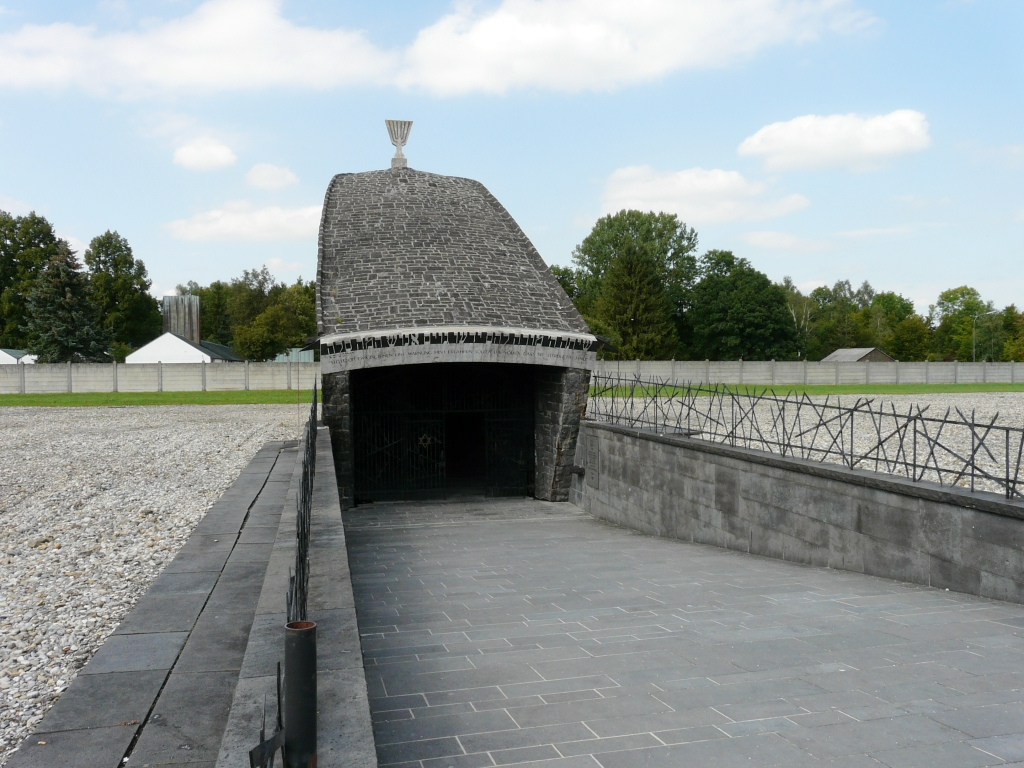
Memorialul evreiesc